# Marabu indomalajský
Marabu indomalajský, také čáp adjutant, marabu javanský a marabu malajský (Leptoptilos javanicus) je velký pták z čeledi čápovití (Ciconidae) a rodu Leptoptilos. V některých morfologických charakteristikách vykazuje blízkou příbuznost s čápem jabiru (Jabiru mycteria). Popsal jej Thomas Horsfield v roce 1821. Vyskytuje se ve velkém areálu rozšíření v jižní a jihovýchodní Asii. Je velký 110–120 cm a může vážit až 5 kg. Dle Mezinárodního svazu ochrany přírody je hodnocen jako zranitelný druh.

## Výskyt
Marabu indomalajský se vyskytuje ve východní a jihovýchodní Asii, obývá například Indii, Srí Lanku, Bangladéš, Laos,Myanmar, Vietnam, Thajsko či Kambodžu. Areál výskytu zahrnuje i Indonésii (Sumatra, Jáva, Borneo) a Malajsii. V Číně a Singapuru je považován za vyhubený druh, početné populace přežívají především v Kambodže, Indii a Indonésii. Marabu indomalajský není stěhovavý, možné jsou však lokální migrace, především v návaznosti na deště.
Vyskytuje se v zaplavených oblastech, jako jsou mokřady, mangrovy, jezera, případně rýžová pole. V tomto prostředí se i rozmnožuje.

## Popis
Marabu indomalajský je velký druh čápa se vzpřímeným držením těla, který dosahuje výšky 110 až 120 cm, hmotnosti až 5 kg a rozpětí křídel, jež jsou dlouhá a široká, 200 až 210 cm. Nohy, krk a zobák jsou dlouhé. Marabu indomalajský létá pomocí plachtění, využívá vzdušných proudů.
Zbarvení peří je na hřbetě modročerné, kovově lesklé, na břiše bílé. Na hlavě a krku peří neroste, kůže se pohybuje v odstínech od žluté, přes oranžovou až po červenou. Nohy jsou zelenohnědé až téměř černé. Mláďata jsou až na holý krk a hlavu porostlá bílým prachovým peřím. Nedospělí jedinci se od dospělců odlišují matnějším méně lesklým peřím. Samci a samice se od sebe zbarvením neodlišují, avšak samec je obvykle větší a rovněž má mohutnější zobák. Tento druh se vzhledem podobá marabuovi indickému, je však menší a druhy lze od sebe odlišit také pomocí odlišného zbarvení.

## Chování
O chování tohoto druhu nebylo zjištěno dostatečné množství informací. Je převážně samotářský a více jedinců se spolu setkává především v době rozmnožování. To začíná na počátku období sucha. Samci mají v tuto dobu barvy na krku a hlavě jasnější než obvykle, období námluv začíná asi 3 měsíce před kladením vajec. Na stromech, například v mangrovnících, si pár staví hnízdo lemované větvičkami a listy ve výšce 12–30 m. Měří 60 až 150 cm a je hluboké 10 až 120 cm. Často je využíváno také hnízdo z minulých let. V tomto hnízdě probíhá i samotné páření a samice do něj naklade 2–4 vejce, o která se starají oba rodiče. Druh je tichý, ale v době reprodukce běžně komunikuje bučivými a kňučivými zvuky. Pár se zdraví zvedáním a následným spuštěním hlavy (tímto rituálem mohou marabuové také imponovat vetřelcům). Inkubační doba činí 28 až 30 dnů, o mláďata se starají oba rodiče.
Potravu tvoří například žáby, ryby (oblíbenou potravou jsou lezcovití), plazi, drobní savci a bezobratlí (korýši, kobylky), pojídají rovněž mršiny. Kořist loví v malých skupinách při odlivu, každý jedinec je vzdálen zhruba 50 m od ostatních. Procházejí se po okrajích bažin a pátrají po potravě, často mohou do bahna strčit celou hlavu.

## Ohrožení
Marabu indomalajský je hodnocen Mezinárodním svazem ochrany přírody (IUCN) jako zranitelný. Nebezpečí představuje především ztráta přirozeného prostředí (kácení původních porostů, vysoušení bažin, intenzifikace zemědělství, používání pesticidů, šíření invazivních vodních hyacintů, ...), sběr vajec a kuřat, ale i lov dospělých jedinců. Populace je klesající a čítá celkem 5 500 až 10 000 dospělců.
Řada důležitých hnízdních kolonií se nachází v národních parcích a chráněných oblastech. Kambodžskému obyvatelstvu byla v určitých lokalitách za ochranu hnízdních kolonií poskytnuta i finanční odměna, díky čemuž se úspěšně rozmnožilo větší množství ptáků. Jako další ochranná opatření IUCN navrhuje například monitoring klíčových kolonií, jakož i hnízdních kolonií mimo chráněné oblasti, kontrolu používání pesticidů či snahu omezit lov a odchyt.